# 2016 في فلسطين
تحتوي هذه المقالة على أهم الأحداث التي شهدتها دولة فلسطين في 2016، إضافة إلى أهم الشخصيات الفلسطينية المتوفية في هذه السنة.

## السياسة
الرئيس: محمود عباس.
رئيس مجلس الوزراء: رامي الحمد الله.

### اعتمادات دبلوماسية

#### سفراء فلسطين
| الرقم | رئيس البعثة الدبلوماسية | صورة | تاريخ الاعتماد الدبلوماسي | المنصب                        | مستوى التمثيل         | مُستلم أوراق الاعتماد | مرجع  |
| ----- | ----------------------- | ---- | ------------------------- | ----------------------------- | --------------------- | -------------------- | ----- |
| 1     | تغريد سنوار             |      | 16 أبريل 2016             | سفير دولة فلسطين لدى زيمبابوي | سفير مفوض وفوق العادة | روبرت موغابي         | [ 1 ] |

#### سفراء لدى فلسطين
| الرقم | رئيس البعثة الدبلوماسية | صورة | تاريخ الاعتماد الدبلوماسي | مكان الاعتماد الدبلوماسي                           | بلد البعثة      | مستوى التمثيل   | مُستلم أوراق الاعتماد | مرجع  |
| ----- | ----------------------- | ---- | ------------------------- | -------------------------------------------------- | --------------- | --------------- | -------------------- | ----- |
| 1     | جوناثان كونلون          |      | 26 سبتمبر 2016            | مقر وزارة الخارجية والمغتربين الفلسطينية، رام الله | جمهورية أيرلندا | رئيس مكتب تمثيل | رياض المالكي         | [ 2 ] |

## أوسمة
| الرقم | الاسم         | صورة | الوسام                                                   | تاريخ تقليد الوسام | مانح الوسام       | السبب                                           | مرجع  |
| ----- | ------------- | ---- | -------------------------------------------------------- | ------------------ | ----------------- | ----------------------------------------------- | ----- |
| 1     | إبراهيم هزيمة |      | وسام الثقافة والعلوم والفنون الفلسطيني من درجة «الإبداع» | 1 مارس 2016        | الرئيس محمود عباس | تقديرًا لعطائه الإبداعي في مجال الفنون التشكيلية | [ 3 ] |

## الأحداث

### يناير
31 يناير، نفذ الشرطي الفلسطيني أمجد سكري برتبة رقيب أول عملية إطلاق نار على حاجز المحكمة «بيت إيل» شمال مدينة البيرة.

### ديسمبر
22 ديسمبر، أعلنت وزارة الداخلية والأمن الوطني الفلسطينية في قطاع غزة عن إطلاق جهاز الأمن الشُرطي البحري الجديد، وأعلنت عن توسيع صلاحياته ليُصبح مستقلًا عن جهاز الشرطة. وافتتحت مقره الجديد في شارع الرشيد جنوب غرب مدينة غزة.

## وفيات
| الرقم | الاسم                 | صورة | تاريخ الوفاة   | العمر عند الوفاة | مكان الوفاة  | سبب الوفاة | ملاحظات                                                         | مرجع  |
| ----- | --------------------- | ---- | -------------- | ---------------- | ------------ | ---------- | --------------------------------------------------------------- | ----- |
| 1     | ربيحة ذياب حسين حمدان |      | 22 أبريل 2016  |                  | رام الله     |            | وزيرة سابقة لشؤون المرأة، وعضو المجلس التشريعي الفلسطيني الثاني | [ 7 ] |
| 2     | تيسير قبعة            |      | 21 يوليو 2016  |                  | عمّان، الأردن |            | نائب رئيس المجلس الوطني الفلسطيني                               |       |
| 3     | نمر حماد              |      | 29 سبتمبر 2016 |                  | بيروت، لبنان |            | المستشار السياسي للرئيس محمود عباس                              | [ 8 ] |